# 1679
Il 1679 (MDCLXXIX in numeri romani) è un anno  del XVII secolo.

## Eventi
- L'architetto Guarino Guarini inizia la costruzione di Palazzo Carignano a Torino commissionato dal Principe di Carignano Emanuele Filiberto di Savoia-Carignano.
- Francia – Denis Papin costruisce la prima pentola a pressione.
- 5 febbraio – Il re di Francia Luigi XIV e l'imperatore del Sacro Romano Impero Leopoldo I d'Asburgo firmano un trattato di pace, a completamento della Pace di Nimega firmata l'anno precedente, per sancire la fine della Guerra d'Olanda.
- 27 maggio – Il parlamento inglese emana la legge Habeas corpus.
- 26 settembre – Trattato di Lund: Viene firmata la pace tra il re di Danimarca-Norvegia Cristiano V e quello dell'Impero svedese Carlo XI. La Danimarca, su pressione del re di Francia Luigi XIV al culmine del suo potere, è costretta a cedere alla Svezia i territori conquistati dello Scania. Finisce così la Guerra di Scania.

## Nati

### Gennaio
- 5 gennaio - Pietro Filippo Scarlatti, compositore e organista italiano († 1750)
- 6 gennaio - Gaspar de Molina y Oviedo, cardinale e vescovo cattolico spagnolo († 1744)
- 15 gennaio - Giuseppe Pinzani, pittore italiano († 1740)
- 16 gennaio - Bartolomeo Intieri, agronomo italiano († 1757)
- 17 gennaio - Carlo III Guglielmo di Baden-Durlach, nobile († 1738)
- 17 gennaio - Ignaz Stern, pittore austriaco († 1748)
- 19 gennaio - Girolamo Chiti, compositore italiano († 1759)
- 24 gennaio - Christian Wolff, filosofo e giurista tedesco († 1754)
- 27 gennaio - Jean-François de Troy, pittore francese († 1752)

### Febbraio
- 1º febbraio - Francesco Ricci, cardinale italiano († 1755)
- 3 febbraio - Isacco Lampronti, rabbino, medico e filosofo italiano († 1756)
- 16 febbraio - Federico Guglielmo di Sassonia-Meiningen, duca tedesco († 1746)
- 19 febbraio - Carlo Leopoldo Calcagnini, cardinale italiano († 1746)
- 22 febbraio - Francesco Pertusati, arcivescovo cattolico italiano († 1752)
- 26 febbraio - Claude-François Poullart des Places, presbitero francese († 1709)

### Marzo
- 18 marzo - Giuseppe Maria del Carretto, politico e militare italiano († 1759)
- 27 marzo - Maximilian Ulrich von Kaunitz, diplomatico e politico austriaco († 1746)
- 27 marzo - Domenico Lalli, librettista italiano († 1741)

### Aprile
- 7 aprile - Vincenzo Antonio Alemanni Nasi, arcivescovo cattolico, letterato e diplomatico italiano († 1735)
- 7 aprile - Bernardino Zendrini, ingegnere italiano († 1747)
- 8 aprile - Matteo Trigona, arcivescovo cattolico italiano († 1753)
- 12 aprile - Abraham Bedros I Ardzivian, patriarca cattolico armeno († 1749)
- 16 aprile - Jacques Roergas de Serviez, scrittore francese († 1727)
- 24 aprile - Francesco Mancini, pittore italiano († 1758)
- 29 aprile - Marc de Beauvau, principe di Craon, nobile e politico francese († 1754)
- 30 aprile - Giuseppe di Lorena, conte di Harcourt, nobile francese († 1739)

### Maggio
- 4 maggio - Elisabeth Helene von Vieregg, nobildonna danese († 1704)
- 7 maggio - Hannibal Alphons von Porcia, nobile e politico austriaco († 1737)
- 15 maggio - Giuseppe Maria Casotti, archivista e storico italiano († 1740)
- 27 maggio - Leopoldo Antonio Eleuterio Firmian, arcivescovo cattolico austriaco († 1744)
- 27 maggio - Leopoldina Eleonora del Palatinato-Neuburg, nobile tedesca († 1693)

### Giugno
- 4 giugno - Charles de Carteret, nobile († 1715)

### Luglio
- 1º luglio - Giovanni Benedetto Borromeo Arese, nobile e imprenditore italiano († 1744)
- 6 luglio - Domingo Polou, arcivescovo cattolico spagnolo († 1756)
- 10 luglio - Alessandro Politi, filologo, teologo e umanista italiano († 1752)
- 18 luglio - Nicolò Cattaneo Della Volta, doge († 1751)
- 24 luglio - Philipp Gerlach, architetto tedesco († 1748)

### Agosto
- 1º agosto - Pietro Domenico Olivero, pittore italiano († 1755)
- 2 agosto - Louis Henri de La Tour d'Auvergne, nobile francese († 1753)
- 7 agosto - Benedetto Erba Odescalchi, cardinale italiano († 1740)
- 16 agosto - Catharine Trotter Cockburn, filosofa, drammaturga e scrittrice inglese († 1749)
- 29 agosto - Franz Konrad von Stadion und Thannhausen, vescovo cattolico tedesco († 1757)

### Settembre
- 1º settembre - Thomas Parnell, poeta irlandese († 1718)
- 9 settembre - Pompeo Campana, tipografo italiano († 1743)
- 11 settembre - Leopoldo di Lorena, duca francese († 1729)
- 29 settembre - Konstantin von Buttlar, abate tedesco († 1726)

### Ottobre
- 2 ottobre - Alvise Foscari, patriarca cattolico italiano († 1758)
- 2 ottobre - Simpert Kramer, architetto tedesco († 1753)
- 8 ottobre - Michael Johann von Althann, nobile e politico austriaco († 1727)
- 8 ottobre - Francesco Baccari, vescovo cattolico italiano († 1736)
- 16 ottobre - Jan Dismas Zelenka, compositore ceco († 1745)
- 18 ottobre - Antonio Chiusole, geografo italiano († 1755)
- 20 ottobre - Samuel von Cocceji, giurista tedesco († 1755)
- 20 ottobre - Anton Johan Wrangel il vecchio, ammiraglio svedese († 1762)
- 23 ottobre - Maddalena Augusta di Anhalt-Zerbst, nobile († 1740)

### Novembre
- 1º novembre - Johann Georg von Königsfeld, politico austriaco († 1750)
- 11 novembre - Giacomo Oddi, cardinale e arcivescovo cattolico italiano († 1770)
- 12 novembre - Firmin Abauzit, scrittore e teologo francese († 1767)
- 12 novembre - Thomas Philip Wallrad d'Alsace-Boussut de Chimay, cardinale e arcivescovo cattolico belga († 1759)
- 19 novembre - Francesco De Sanctis, architetto italiano († 1731)
- 27 novembre - Thomas Onslow, II barone Onslow, politico inglese († 1740)
- 29 novembre - Antonio Farnese, nobile italiano († 1731)

### Dicembre
- 11 dicembre - Pier Antonio Micheli, botanico italiano († 1737)
- 21 dicembre - Christoph Helwig junior, medico tedesco († 1714)
- 22 dicembre - William Gordon, II conte di Aberdeen, nobile e politico scozzese († 1745)
- 23 dicembre - Gioacchino Besozzi, cardinale italiano († 1755)
- 24 dicembre - Domenico Sarro, compositore italiano († 1744)
- 29 dicembre - Vittorio Amedeo Seyssel marchese di Aix, generale italiano († 1754)
- 31 dicembre - Hermann Carl von Ogilvy, generale e politico boemo († 1751)

### Senza giorno specificato
- Charles Churchill, generale e politico inglese († 1745)
- Michał Zdzisław Zamoyski, nobile e politico polacco († 1735)
- Sataliviti, brigante italiano († 1706)
- Gabriel Allegrain, scultore francese († 1748)
- James Anderson, religioso scozzese († 1739)
- Dominique Anel, medico francese († 1730)
- Mary Bentinck, nobildonna inglese († 1726)
- James Berkeley, III conte di Berkeley, ammiraglio britannico († 1736)
- Giuseppe Antonio Bocchi, presbitero italiano († 1770)
- Davide II di Cachezia, re († 1722)
- Pietro Castrucci, compositore e violinista italiano († 1751)
- Francesco Ferdinandi, pittore italiano († 1740)
- Martin Frantz, architetto estone († 1742)
- Henry Hawley, generale inglese († 1759)
- Peder Horrebow, astronomo danese († 1764)
- Jean-Baptiste Alexandre Le Blond, architetto francese († 1719)
- Ramon de Marimon, vescovo cattolico spagnolo († 1744)
- Francesco Paolo Masullo, cantante italiano († 1733)
- Claudius Innocentius du Paquier,  austriaco († 1751)
- Bonifacio Petrone, cantante e attore teatrale italiano († 1734)
- Antoine-Denis Raudot, funzionario e geografo francese († 1737)
- Giovanni Francesco Richelmi, teologo e gesuita italiano († 1751)
- Woodes Rogers, corsaro britannico († 1732)
- Thomas Salmon, storico e geografo britannico († 1767)
- Giovan Battista Sassi, pittore italiano († 1762)
- Procopio Serpotta, scultore e stuccatore italiano († 1756)
- Tachibana Morikuni, pittore e incisore giapponese († 1748)
- Nicola Terzago, vescovo cattolico italiano († 1761)
- Diana de Vere, nobildonna inglese († 1742)
- Seyyid Hasan Pascià, politico e militare ottomano († 1748)

## Morti

### Gennaio
- 8 gennaio - Raymond Breton, religioso, missionario e linguista francese (n. 1609)
- 9 gennaio - Werner Fabricius, compositore e organista tedesco (n. 1633)
- 11 gennaio - Giovanni Lucio, storico dalmata (n. 1604)
- 11 gennaio - Onofrio Puglisi, matematico italiano
- 14 gennaio - Jacques de Billy, matematico francese (n. 1602)
- 23 gennaio - Girolamo Forabosco, pittore italiano (n. 1605)
- 24 gennaio - Ulderico Carpegna, cardinale e vescovo cattolico italiano (n. 1595)
- 24 gennaio - Maurizio Enrico di Nassau-Hadamar, nobile tedesco (n. 1626)
- 29 gennaio - Carlo Ceresa, pittore italiano (n. 1609)

### Febbraio
- 3 febbraio - Jan Steen, pittore olandese (n. 1626)
- 4 febbraio - Peter Hagendorf, militare tedesco
- 5 febbraio - Joost van den Vondel, poeta e drammaturgo olandese (n. 1587)
- 6 febbraio - Margherita de' Medici, duchessa (n. 1612)
- 11 febbraio - Giuseppe Artale, scrittore italiano (n. 1628)
- 18 febbraio - Anne Conway, filosofa inglese (n. 1631)
- 19 febbraio - Henricus Regius, filosofo e medico olandese (n. 1598)
- 22 febbraio - Henrik Ruse, ingegnere militare olandese (n. 1624)
- 24 febbraio - Giacomo Caimo, giurista italiano (n. 1609)
- 26 febbraio - Maria Polissena Landi, nobile italiana (n. 1608)

### Marzo
- 11 marzo - Luisa Maria del Palatinato, principessa tedesca (n. 1647)
- 13 marzo - Cristiana di Sassonia-Merseburg, principessa tedesca (n. 1659)
- 26 marzo - Johannes Schefferus, umanista svedese (n. 1621)
- 27 marzo - Hendrick Berckman, pittore e disegnatore olandese (n. 1629)

### Aprile
- 5 aprile - Anna Genoveffa di Borbone-Condé, principessa francese (n. 1619)
- 10 aprile - Wendelin Hueber, compositore e organista austriaco (n. 1615)
- 18 aprile - Christian Hofmann von Hofmannswaldau, poeta tedesco (n. 1616)
- 22 aprile - Giovanni Battista Passeri, pittore e biografo italiano
- 25 aprile - Andrzej Maksymilian Fredro, nobile polacco

### Maggio
- 6 maggio - Nicolas-Pierre Loir, pittore e incisore francese (n. 1624)
- 6 maggio - Marie Vigoreaux, criminale francese
- 8 maggio - Marie Bosse, criminale francese
- 12 maggio - Dietrich Becker, violinista e organista tedesco (n. 1613)
- 17 maggio - Giuseppe Civran, vescovo cattolico italiano
- 25 maggio - Johann Georg Albini, scrittore tedesco (n. 1624)
- 26 maggio - Ferdinando Maria di Baviera, duca (n. 1636)
- 26 maggio - Francesco Pescaroli, architetto e intagliatore italiano (n. 1610)
- 31 maggio - Pietro Negri, pittore italiano (n. 1628)

### Giugno
- 3 giugno - Francisque Millet, pittore e incisore fiammingo (n. 1642)
- 4 giugno - Gerolamo Quadrio, architetto svizzero (n. 1625)
- 5 giugno - Francesco Borzone, pittore italiano (n. 1625)
- 13 giugno - Vincenzo Geremia, ingegnere, inventore e architetto italiano (n. 1575)
- 15 giugno - Guillaume Courtois, pittore e incisore francese (n. 1628)
- 15 giugno - Pierre Lambert de la Motte, missionario e vescovo cattolico francese (n. 1624)
- 25 giugno - Pablo Bruna, compositore e organista spagnolo (n. 1611)

### Luglio
- 3 luglio - Juan Lozano, arcivescovo cattolico spagnolo (n. 1610)
- 11 luglio - William Chamberlayne, poeta inglese (n. 1619)
- 14 luglio - Giovanni Domenico Orsi de Orsini, architetto boemo (n. 1634)
- 19 luglio - John Plessington, presbitero inglese (n. 1637)
- 22 luglio - Filippo Evans, religioso gallese (n. 1645)
- 22 luglio - John Lloyd, presbitero gallese (n. 1630)

### Agosto
- 8 agosto - María Inés Manrique de Lara y Manrique Enríquez, nobildonna spagnola
- 12 agosto - Marie de Rohan-Montbazon, nobildonna francese (n. 1600)
- 20 agosto - Jakob Alting, teologo tedesco (n. 1618)
- 22 agosto - John Kemble, presbitero inglese (n. 1599)
- 22 agosto - Giovanni Wall, presbitero e francescano inglese (n. 1620)
- 24 agosto - Jean-François Paul de Gondi, cardinale, arcivescovo cattolico e scrittore francese (n. 1613)
- 26 agosto - Muzio Soriano, arcivescovo cattolico italiano (n. 1629)
- 27 agosto - David Lewis, presbitero e gesuita gallese (n. 1616)
- 28 agosto - Alfonso Litta, cardinale italiano (n. 1608)

### Settembre
- 3 settembre - Brigida Morello, religiosa italiana (n. 1610)
- 8 settembre - Jean Danican Philidor, oboista e compositore francese
- 17 settembre - Girolamo Fabri, presbitero e storico italiano (n. 1627)
- 17 settembre - Giovanni d'Austria, condottiero e politico spagnolo (n. 1629)
- 26 settembre - Karl Heinrich von Metternich-Winneburg, arcivescovo cattolico tedesco (n. 1622)
- 27 settembre - Abraham Mignon, pittore tedesco (n. 1640)
- 29 settembre - John Manners, VIII conte di Rutland, politico inglese (n. 1604)

### Ottobre
- 2 ottobre - Giovanni Claret, pittore italiano (n. 1599)
- 2 ottobre - Andrea Mattioli, compositore e presbitero italiano (n. 1611)
- 23 ottobre - Francesco Antonio Boscaroli, vescovo cattolico e teologo italiano (n. 1627)

### Novembre
- 23 novembre - Pietro Luccari, vescovo cattolico italiano
- 24 novembre - Giovanni Felice Sances, compositore italiano
- 25 novembre - Carlo Benedetto Giustiniani, II principe di Bassano, nobile italiano (n. 1649)
- 25 novembre - Michelangelo Torcigliani, poeta e traduttore italiano (n. 1618)

### Dicembre
- 3 dicembre - Manuel de la Torre, arcivescovo cattolico spagnolo (n. 1618)
- 4 dicembre - Thomas Hobbes, filosofo inglese (n. 1588)
- 10 dicembre - Francesco Barberini, cardinale italiano (n. 1597)
- 12 dicembre - David Carnegie, II conte di Northesk, nobile scozzese
- 18 dicembre - Giovanni Federico di Brunswick-Lüneburg, duca (n. 1625)
- 20 dicembre - Giovanni Maurizio di Nassau-Siegen, conte tedesco (n. 1604)
- 20 dicembre - Francisco Bautista, architetto spagnolo (n. 1594)
- 21 dicembre - Claude Lamoral I di Ligne, militare spagnolo (n. 1618)
- 28 dicembre - Peder Winstrup, religioso danese (n. 1605)
- 31 dicembre - Giovanni Alfonso Borelli, matematico, astronomo e fisiologo italiano (n. 1608)

### Senza giorno specificato
- Fra Massimo da Verona, pittore italiano
- Metodio III di Costantinopoli, arcivescovo ortodosso greco
- Sultan bin Sayf, sovrano omanita
- Antonio Maria Abbatini, compositore italiano (n. 1595)
- Antonio Barbaro, generale e politico italiano (n. 1627)
- Pierre Picoté de Belestre, militare e esploratore francese (n. 1636)
- Baldassarre Bianchi, pittore italiano (n. 1612)
- Giovanni Antonio Borrelli, matematico e fisico italiano (n. 1613)
- Jan van de Cappelle, pittore olandese (n. 1624)
- Joan Carlile, pittrice britannica
- Giovanni Battista Casella "de Monora", scultore e stuccatore svizzero
- Antonio Del Grande, architetto italiano (n. 1607)
- Nicolaas van Eyck, pittore fiammingo (n. 1617)
- Isabella Filomarino, nobile italiana (n. 1600)
- George Hamilton, I baronetto di Donalong, militare scozzese (n. 1607)
- Charles Howard, II conte di Berkshire, nobile inglese (n. 1615)
- Ludolf de Jongh, pittore olandese (n. 1616)
- Giovanni Giacomo Lavagna, poeta italiano
- Giusto Le Court, scultore fiammingo (n. 1627)
- John Mayow, medico britannico (n. 1641)
- Antonio Muscettola, poeta italiano (n. 1628)
- Lorenzo de San Nicolas, religioso e architetto spagnolo (n. 1593)
- Johann Michael Vansleb, teologo e linguista tedesco (n. 1635)
- Jacopo Zabarella il Giovane, genealogista e scrittore italiano (n. 1599)
- Jan van Kessel il Vecchio, pittore fiammingo (n. 1626)

## Calendario
| Calendario 1679 | Calendario 1679 | Calendario 1679 | Calendario 1679 | Calendario 1679 | Calendario 1679 | Calendario 1679 | Calendario 1679 | Calendario 1679 | Calendario 1679 | Calendario 1679 | Calendario 1679 | Calendario 1679 | Calendario 1679 | Calendario 1679 | Calendario 1679 | Calendario 1679 | Calendario 1679 | Calendario 1679 | Calendario 1679 | Calendario 1679 | Calendario 1679 | Calendario 1679 | Calendario 1679 | Calendario 1679 | Calendario 1679 | Calendario 1679 | Calendario 1679 | Calendario 1679 | Calendario 1679 | Calendario 1679 | Calendario 1679 | Calendario 1679 |
| --------------- | --------------- | --------------- | --------------- | --------------- | --------------- | --------------- | --------------- | --------------- | --------------- | --------------- | --------------- | --------------- | --------------- | --------------- | --------------- | --------------- | --------------- | --------------- | --------------- | --------------- | --------------- | --------------- | --------------- | --------------- | --------------- | --------------- | --------------- | --------------- | --------------- | --------------- | --------------- | --------------- |
|                 | 1               | 2               | 3               | 4               | 5               | 6               | 7               | 8               | 9               | 10              | 11              | 12              | 13              | 14              | 15              | 16              | 17              | 18              | 19              | 20              | 21              | 22              | 23              | 24              | 25              | 26              | 27              | 28              | 29              | 30              | 31              |                 |
| Gennaio         | Do              | Lu              | Ma              | Me              | Gi              | Ve              | Sa              | Do              | Lu              | Ma              | Me              | Gi              | Ve              | Sa              | Do              | Lu              | Ma              | Me              | Gi              | Ve              | Sa              | Do              | Lu              | Ma              | Me              | Gi              | Ve              | Sa              | Do              | Lu              | Ma              |                 |
| Febbraio        | Me              | Gi              | Ve              | Sa              | Do              | Lu              | Ma              | Me              | Gi              | Ve              | Sa              | Do              | Lu              | Ma              | Me              | Gi              | Ve              | Sa              | Do              | Lu              | Ma              | Me              | Gi              | Ve              | Sa              | Do              | Lu              | Ma              |                 |                 |                 |                 |
| Marzo           | Me              | Gi              | Ve              | Sa              | Do              | Lu              | Ma              | Me              | Gi              | Ve              | Sa              | Do              | Lu              | Ma              | Me              | Gi              | Ve              | Sa              | Do              | Lu              | Ma              | Me              | Gi              | Ve              | Sa              | Do              | Lu              | Ma              | Me              | Gi              | Ve              |                 |
| Aprile          | Sa              | Do              | Lu              | Ma              | Me              | Gi              | Ve              | Sa              | Do              | Lu              | Ma              | Me              | Gi              | Ve              | Sa              | Do              | Lu              | Ma              | Me              | Gi              | Ve              | Sa              | Do              | Lu              | Ma              | Me              | Gi              | Ve              | Sa              | Do              |                 |                 |
| Maggio          | Lu              | Ma              | Me              | Gi              | Ve              | Sa              | Do              | Lu              | Ma              | Me              | Gi              | Ve              | Sa              | Do              | Lu              | Ma              | Me              | Gi              | Ve              | Sa              | Do              | Lu              | Ma              | Me              | Gi              | Ve              | Sa              | Do              | Lu              | Ma              | Me              |                 |
| Giugno          | Gi              | Ve              | Sa              | Do              | Lu              | Ma              | Me              | Gi              | Ve              | Sa              | Do              | Lu              | Ma              | Me              | Gi              | Ve              | Sa              | Do              | Lu              | Ma              | Me              | Gi              | Ve              | Sa              | Do              | Lu              | Ma              | Me              | Gi              | Ve              |                 |                 |
| Luglio          | Sa              | Do              | Lu              | Ma              | Me              | Gi              | Ve              | Sa              | Do              | Lu              | Ma              | Me              | Gi              | Ve              | Sa              | Do              | Lu              | Ma              | Me              | Gi              | Ve              | Sa              | Do              | Lu              | Ma              | Me              | Gi              | Ve              | Sa              | Do              | Lu              |                 |
| Agosto          | Ma              | Me              | Gi              | Ve              | Sa              | Do              | Lu              | Ma              | Me              | Gi              | Ve              | Sa              | Do              | Lu              | Ma              | Me              | Gi              | Ve              | Sa              | Do              | Lu              | Ma              | Me              | Gi              | Ve              | Sa              | Do              | Lu              | Ma              | Me              | Gi              |                 |
| Settembre       | Ve              | Sa              | Do              | Lu              | Ma              | Me              | Gi              | Ve              | Sa              | Do              | Lu              | Ma              | Me              | Gi              | Ve              | Sa              | Do              | Lu              | Ma              | Me              | Gi              | Ve              | Sa              | Do              | Lu              | Ma              | Me              | Gi              | Ve              | Sa              |                 |                 |
| Ottobre         | Do              | Lu              | Ma              | Me              | Gi              | Ve              | Sa              | Do              | Lu              | Ma              | Me              | Gi              | Ve              | Sa              | Do              | Lu              | Ma              | Me              | Gi              | Ve              | Sa              | Do              | Lu              | Ma              | Me              | Gi              | Ve              | Sa              | Do              | Lu              | Ma              |                 |
| Novembre        | Me              | Gi              | Ve              | Sa              | Do              | Lu              | Ma              | Me              | Gi              | Ve              | Sa              | Do              | Lu              | Ma              | Me              | Gi              | Ve              | Sa              | Do              | Lu              | Ma              | Me              | Gi              | Ve              | Sa              | Do              | Lu              | Ma              | Me              | Gi              |                 |                 |
| Dicembre        | Ve              | Sa              | Do              | Lu              | Ma              | Me              | Gi              | Ve              | Sa              | Do              | Lu              | Ma              | Me              | Gi              | Ve              | Sa              | Do              | Lu              | Ma              | Me              | Gi              | Ve              | Sa              | Do              | Lu              | Ma              | Me              | Gi              | Ve              | Sa              | Do              |                 |